# M96 (天体)
座標:  10h 46m 45.744s, +11° 49′ 11.78″
M96（NGC 3368）はしし座にある渦巻銀河である。

## 概要

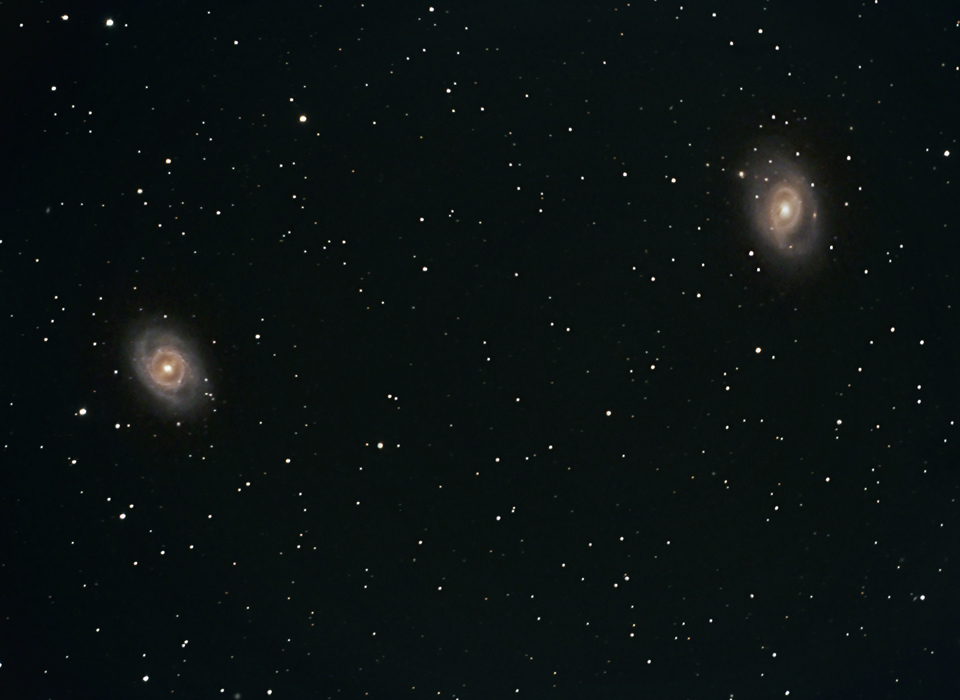
右がM96、左がM95。

M95やM105を含むしし座I銀河群（M96銀河群）と呼ばれる銀河群の中で最も明るく見える銀河である。
口径10cmの望遠鏡で、条件が良ければ小さな光の光斑として見える。楕円形であることも確認できる。口径50cmでは腕の構造も見えてくる。

## 観測史
M95とともに、1781年3月20日にピエール・メシャンによって発見され、同年3月24日にシャルル・メシエのカタログに記載された。メシエは「しし座にある、星のない星雲で、M95に近いがM95ほどはっきりしない。おとめ座のM84やM86に似ている」とした。ジョン・ハーシェルは「非常に明るくまた大きい。やや楕円をしている。中央は急に明るくなっている。とした。ウィリアム・ヘンリー・スミスは「まるいがM95の方がはっきりしている。大きく青白い」とした。